# Шаде, Фриц
Фриц Шаде (англ. Fritz Schade; 19 января 1880 — 17 июня 1926) — американский актёр немецкого происхождения эпохи немого кино. В период между 1913 и 1918 годами снялся в 41 фильме, в том числе в шести фильмах Чарли Чаплина. Был женат на актрисе немого кино Бетти Шаде.

## Избранная фильмография
| Год  |   | Русское название           | Оригинальное название          | Роль                          |
| ---- | - | -------------------------- | ------------------------------ | ----------------------------- |
| 1914 | ф | Тесто и динамит            | Dough and Dynamite             | месье Ла Ви, владелец пекарни |
| 1914 | ф | Маскарадная маска          | The Masquerader                | актёр-злодей                  |
| 1914 | ф | Реквизитор                 | The Property Man               | певец (в титрах не указан)    |
| 1914 | ф | Его доисторическое прошлое | His Prehistoric Past           | жрец                          |
| 1914 | ф | Лицо на полу бара          | The Face on the Bar Room Floor | один из выпивающих            |
| 1914 | ф | Веселящий газ              | Laughing Gas                   | дантист                       |
| 1914 | ф | Его музыкальная карьера    | His Musical Career             | мистер Богач                  |
| 1916 | ф |                            | Surf Girl                      |                               |
| 1917 | ф |                            | Dangers of a Bride             |                               |
| 1917 | ф | Чей ребенок?               | Whose Baby?                    |                               |